# 能登機場
能登機場（日语：／ Noto kūkō */?）是位於石川縣能登半島的機場，由石川縣所管理，於2003年7月7日啟用。2014年7月起取暱稱「能登里山機場」（のと里山空港）。

## 航空公司與航點
| 航空公司         | 目的地                |
| ---------------- | --------------------- |
| 全日本空輸（NH） | 東京/羽田             |
| 中華航空（CI）   | 季節性包機：台北/桃園 |

除了客機航班，尚有日本航空學園的飛行訓練機，以及海上保安廳的飛機在日本海空域執勤時會使用此機場起降。

## 對外交通

### 私家車
- 機場內有免費停車場，可容納500輛汽車。
  - 由金澤市經能登收費道路、能越自動車道、珠洲道路前往。
  - 由七尾市經國道249號、田鶴濱道路、能登收費道路、能越自動車道、珠洲道路前往。
  - 由珠洲市、能登町經珠洲道路前往。
  - 由輪島市經石川縣道1號七尾輪島線、石川縣道271號漆原下出線前往。

## 其他
- 2003年8月8日，在機場範圍內設立了道之驛，為日本第一個設於機場的公路服務區[2]。
- 機場開航前，石川縣政府規劃一天僅一來回班次，但能登半島當地自治體希望一天兩來回，以便利旅客。各方經過協商後，決定實施「搭乘率保證制度」，若當年度搭乘率低於7成，則石川縣政府與能登半島當地自治體須補償不足的金額給航空公司，上限是2億日圓；搭乘率若超過一定門檻，則航空公司會回饋一定金額給當地做為「促銷協力金」（販売促進協力金）。這是日本第一個實施此制度的機場[2][3]。

## 外部連結
- 官方網站（日語）